# Eshtehard (shahrestan)
Eshtehard (persiska: شهرستان اشتهارد, Shahrestan-e Eshtehard) är en delprovins (shahrestan) i Iran. Den ligger i provinsen Alborz, i den nordvästra delen av landet. Eshtehard hade 37 876 invånare 2016. Administrativt centrum är staden Eshtehard.